# NGC 1948
NGC 1948 (другое обозначение — ESO 85-SC85) — рассеянное скопление с эмиссионной туманностью в созвездии Золотая Рыба.
Этот объект входит в число перечисленных в оригинальной редакции «Нового общего каталога».
Возраст скопления (по длинам волн в ультрафиолетовом и видимом диапазоне излучения от одиннадцати звёзд скопления) составляет 5-10 миллионов лет. Двум звёздам скопления, кажется, уже 40 миллионов лет, но они расположены около границы NGC 1948, поэтому могут не являться его членами.